# 지계최
지계최(池繼催, 아명(兒名)은 池繼說(지계설)·池繼崔(지계최), 1593년 ~ 1637년)는 조선의 무신이다. 본관은 충주(忠州), 자는 언숙(彦淑), 호는 표곡(豹谷)이다. 진무공신(振武功臣) 3등에 책록되고, 충성부원군에 추증되었다. 저서로 《표곡실기(豹谷實紀)》를 저술하였다.

## 생애
1623년(인조 1) 군사 6백여 명을 거느리고 도원수(都元帥) 장만(張晩)의 휘하로 들어가서 서로소모별장(西路召募別將)이 되었다. 1624년 부원수 이괄(李适)이 강적(姜適)을 보내어 반란에 가담할 것을 종용했으나 거절하고 강적의 목을 베었다. 이괄이 난을 일으키자 안현(鞍峴)에서 승리를 거두었다.
1624년(인조 2년) 3월 8일 장만(張晩), 정충신(鄭忠信), 남이흥(南以興) 등 26명과 함께 진무공신(振武功臣)이 되고, 충성군(忠城君)에 봉해졌다.
1631년(인조 9년) 7월 10일 소모장(召募將) 지계최(池繼崔)가 사조(辭朝)하니, 왕에게 활과 화살을 하사받았다. 지계최가 상소하여 아뢰기를, “신은 역적 이괄(李适)의 변을 당하여 전일 모집한 군사 6백여 명을 거느리고 도원수 장만(張晩)에게 달려가서 안현(鞍峴)에서 승리를 거두고 인하여 정훈(正勳)에 참여되었습니다. 이제 노적(奴賊)이 창궐하는 때를 당하여 소모장이 되어 연전에 거느렸던 군사를 조발해 모으고 또 응모한 사람을 더하여 서쪽 변경에서 목숨을 바치기를 원합니다.” 하니, 비국이 회계하기를, “지계최가 처음부터 끝까지 적군에 달려가기를 자원하니 실로 지극히 가상합니다. 소모장에 임명하여 군사를 소모하도록 함이 마땅합니다.” 하니, 왕이 따랐다.
1631년 희천 군수(熙川郡守)로 부임하였다. 1631년(인조 9년) 12월 24일 희천 군수(熙川郡守) 지계최(池繼漼)가 상소하기를, “신이 모집한 군사는 비록 적지만 모두 죽기를 각오한 군사입니다. 희천 고을은 산골에 치우쳐 있어 난리를 피하고 있는 듯한 인상이 있으니, 본임(本任)을 체직시켜 안주(安州)와 황주(黃州) 양 진(陣) 사이에 종사하여 국은을 갚도록 하소서.” 하였는데, 이조가 회계하기를, “지계최가 모집한 군사를 거느리고 병사(兵使)와 생사를 맹세하여 몸을 잊고 국가에 목숨을 바치고자 하니, 그 정성이 매우 가상합니다. 조시준(趙時俊)의 예에 따라 그의 본직을 체직하여 싸우다 죽겠다는 그 마음을 이루게 하소서.” 하니, 왕이 따랐다.
이후 서흥부사(瑞興府使)가 되어 선정을 하였다. 병자호란 때 황해도 서흥 검수참(劍水站)에서 적을 맞아 싸우다가 남한산성으로 철수하는 도중 1637년(인조 15) 신계(新溪)에서 순절하여 한성부판윤에 추증되었다. 묘는 의령 남씨 참의 남규희가 묘문을 짓고, 여흥 민씨 참판 민병승이 글을 쓰고, 해평 윤씨 판서 윤용구가 전면에 글을 썼다. 인조는 사패(賜牌)와 함께 충청남도 부여군 초촌면 초평리(草坪里)에 신도비를 세우도록 하고 충성군에 봉하였다. 1803년(순조 3)에 다시 정헌대부 충성부원군을 추증하면서 명정되었다.

## 가족
충원부원군 지용기의 10세손이다. 아버지는 선원전 참봉 증 호조판서 충흥군 지세륜이고, 어머니는 참봉 김귀형의 딸인 정부인 안동 김씨이다. 
부인은 송인경의 딸인 증 정부인 여산 송씨와 조선 9대 왕 성종의 현손 광원정 이호의 딸인 정부인 전주 이씨이다.
슬하에 여산 송씨에게서 5남 3녀, 전주 이씨에게서 2남을 두었다. 아들은 어모장군 원종공신 지수련, 부사정 지수적, 첨정 지수란, 선교량 지수경, 선교량 지수현, 충좌위 대사정 지경징, 선략장군 충좌위 부사과 지정명이 있다.

## 저서
- 《표곡실기(豹谷實紀)》

## 관련 문화재
- 부여 지계최 정려(扶餘池繼崔旌閭)